# 黑纤维虾海藻
黑纤维虾海藻（学名：Phyllospadix japonicus）为眼子菜科虾海藻属下的一个种。

## 扩展阅读
- 維基物種上的相關：黑纤维虾海藻